# Hymenodictyon horsfieldii
Hymenodictyon horsfieldii är en måreväxtart som beskrevs av Friedrich Anton Wilhelm Miquel. Hymenodictyon horsfieldii ingår i släktet Hymenodictyon och familjen måreväxter. Inga underarter finns listade i Catalogue of Life.